# Cromato de prata
O Cromato de Prata (Ag2CrO4) é um sal monocíclico vermelho-amarronzado e é um precursor químico da fotografia moderna. Ele pode ser formado combinando Nitrato de Prata (AgNO3)e cromato de potássio (K2CrO4) ou cromato de sódio(Na2CrO4). Esta reação é importante na neurociência, por ser usada no Método de Golgi de coloração de neurônios para microscopia: o cromato de prata produzido precipita dentro dos neurônios e faz sua morfologia visível.

## Preparação
Cromato de prata é produzido pela reação de dupla-troca com um sal de prata solúvel, como na reação entre cromato de potássio e nitrato de prata.

## Uso no laboratório
O uso do composto no laboratório é bastante limitado, embora sua formação é utilizada para indicar o ponto de equivalência em uma titulação de cloreto com nitrato de prata usando o método de Mohr (argentatometría).
A solubilidade de prata cromato é ligeiramente maior do que o de cloreto de prata (Kps = 1,1x10-12 or 6,5x10-5 moles / L). Então, em uma mistura de ambos os íons,o cloreto de prata (AgCl) será formado.
Antes do ponto final da titulação a solução tem aparência amarela-limão e leitosa, devido a cor do íon cromato e o precipitado de cloreto de prata já formado. Quando o ponto final estiver próximo, adições de nitrato de prata levam ao desaparecimento lento e constante da solução avermelhada.  Quando restar uma cor vermelho acastanhado (com manchas acinzentadas de cloreto de prata na mesma) o ponto final da titulação é atingido.